# Pedro Caro y Sureda
Pedro Caro y Sureda, III marqués de La Romana  este es un pueblo  situado en el interior de la provincia de Alicante, en la comarca del Vinalopó Medio. (Palma de Mallorca, 2 de octubre de 1761-Cartaxo, Portugal, 23 de enero de 1811), fue un militar español que actuó durante las guerras napoleónicas.

## Biografía

### Infancia y formación
Cuando contaba diez años de edad ingresó junto con su hermano José en el colegio de la Trinidad, en Lyon, colegio que en la época se le consideraba el más completo de Europa. Fallecido su padre, y en atención a los méritos contraídos, el rey Carlos III con fecha 7 de julio de 1775, concede plaza de Guardia Marina a ambos hermanos.
Cursa estudios de hebreo y matemática en Salamanca, y prosigue su formación en humanidades y cultura general en el Real Seminario de Nobles, de Madrid. En 1778 se dirige a Cartagena para ocupar su plaza en la Compañía de Guardias Marinas. Ascendido a Alférez de Fragata, es elegido Ayudante del general Ventura Moreno. Por aquellos días ocurre la guerra entre Gran Bretaña y los Estados Unidos: en Madrid Carlos III quiso convocar un Congreso que evitase la lucha armada. Gran Bretaña respondió atacando buques españoles y las posesiones de Luisiana, Honduras y en el lago Cocibolca, obligando a España a declararse beligerante en junio de 1779.

### Carrera en la Armada
La isla de Menorca era posesión británica después de la Paz de París de 1763, por ello Carlos III y Floridablanca prepararon el ataque. El 23 de julio de 1781 un convoy naval compuesto de setenta y tres mercantes en función de transportes de tropas, escoltados por dos navíos y dos fragatas, algunas bombardas, brulotes y balandras, efectúan el desembarco de unos ocho mil hombres. La operación está al mando del brigadier Ventura Moreno y por tanto le asiste el joven Pedro Caro.
El 5 de febrero de 1782 ante la maniobra combinada que dirigen el marqués de Casa-Cagigal, el marqués de Peñafiel y el coronel Ventura Caro, capitula el castillo de San Felipe, bastión donde se había refugiado George Murray, gobernador militar británico, quedando por tanto la isla nuevamente en poder de España. Asiste al asedio de Gibraltar y después alcanzada la paz con el tratado de septiembre de 1783, La Romana se retira a Valencia, dedicándose a estudiar letras y algunos idiomas. Es este el momento en que inicia la formación de su completísima biblioteca, que constaba de 18.215 volúmenes. Un Catálogo de la misma fue impreso en el taller de Francisco Roig, en Madrid, en 1865, teniendo un total de 211 páginas.
Autorizado por el rey Carlos III, viaja por Viena y Berlín, llegando a Moscú. Un nuevo viaje de estudios le lleva a París, Italia, Flandes, Prusia, Dinamarca, Suecia y Gran Bretaña. A su regreso de Europa es destinado a América en comisión de servicio. Nuevamente destinado en España, en 1790 es ascendido a capitán de fragata, a las órdenes de Gravina.
En ocasión de la guerra del Rosellón, deja la Armada Real y pasa al ejército como Coronel, a las órdenes de su tío el general Ventura Caro, quien le encomienda el mando de un cuerpo de Cazadores. Participa brillantemente en diversas acciones y le hallamos tras la paz de Basilea, el 22 de julio de 1795, negociada en nombre de España por Domingo de Iriarte y por François de Barthèlemy, embajador de Francia en Suiza. Ascendido a Teniente General, se retira a Alicante, con su amigo el conde de Lumiares, después conocido como príncipe Pío, dedicándose a la ampliación de estudios y conocimientos lingüísticos. Carlos IV, le nombra Capitán General de Cataluña, pasando poco después al Consejo Supremo de Guerra, desempeñando la Dirección General de Ingenieros.

### Expedición a Dinamarca
El 5 de febrero de 1807, Carlos IV y Godoy comunicaban al ministro francés Talleyrand que dijese a Napoleón que la Corte española ponía a su disposición 14.000 hombres, incluidos los 6.000 que guarnecían el Reino de Etruria, proponiendo para el mando de aquella División al general O'Farril o a Castaños. Como Napoleón no prestó atención a ninguno de ellos, fue nombrado el marqués de La Romana. Posiblemente el desarrollo de la siguiente guerra hubiese tenido diferente desenlace si hubiese estado lejos de la Península el general Castaños y no hubiese participado en la victoria de Bailén.
Formada la División del Norte, iniciaría su marcha el 22 de abril de 1807, en cinco columnas que marchaban a intervalos de tres días para unirse al cuerpo de ejército francés que mandaba el mariscal Brune. El 4 de julio el mariscal Kellermann pasó revista a las tropas en Maguncia. El siguiente día 16, llegó La Romana con su Estado Mayor. En los primeros días del mes de agosto acampó la División en las inmediaciones de Hamburgo. El mariscal Bernadotte, príncipe de Ponte-Corvo fue nombrado regente de las ciudades hanseáticas, revistaría nuevamente las tropas españolas en Hamburgo. Los soldados quedaron de guarnición en dicha ciudad, y en Lübeck. Pasarían los días en las diversas acciones y ocupaciones festivas a que también se daba el marqués, hasta que a sus asentamientos en las islas de Langeland Aröe y Thorseng llegasen las noticias de los sucesos de España. El gobernador del Campo de Gibraltar, el general Castaños, en conferencia que tuvo con el gobernador de Gibraltar, sir Hew Dalrymple, le indicó la posibilidad de que sus barcos notificasen al marqués de La Romana las ocurrencias de Madrid.
A raíz de esta conversación, el gobierno británico inició la búsqueda de una persona que pudiese llegar a presencia de La Romana y exponerle la situación real de España, sin levantar sospechas. Arthur Wellesley, antes de salir para Portugal halló el personaje buscado, un clérigo católico escocés de nombre James Robertson, que hablaba correctamente alemán y había residido muchos años en Ratisbona. John Hookham Frere había sido enviado a Madrid, en septiembre de 1802 como representante de Su Majestad Británica en la Corte de Carlos IV, estudioso de la lengua y literatura castellana, por tanto amigo de los clásicos españoles, hizo gran amistad con La Romana, la cual perduró en toda situación. Frere tuvo que abandonar Madrid por su incompatibilidad con Godoy y a ello añadidos los actos de piratería.
Canning habló del asunto de La Romana con Frere, haciéndole ver las dudas de que el general español no creyese lo que le dijese Robertson, ya que este no quería llevar sobre sí ningún documento comprometedor a su persona. Propuso Frere que solamente llevase una tira de papel en el que hubiese un verso del "Poema del Cid", sobre el que ambos habían debatido largamente y que podría servir como santo y seña para entrar en confianza con el emisario.
El día 4 de junio, Robertson embarca para Heligoland, acompañado de Mackenzie, agente británico en aquellas tierras y que debería facilitarle el tránsito hasta llegar ante La Romana. Mackenzie supuso al General en Hamburgo y allí se dirigieron a Nyborg, hospedándose en el mismo hotel donde lo hacía el Marqués con su estado Mayor y su numerosa servidumbre.
El 5 de junio llegaron a Londres José María Queipo de Llano Ruiz de Saravia, Ángel de la Vega Infanzón y Fernando Álvarez de Miranda. Habían salido del puerto asturiano de Gijón, a bordo de la fragata corsaria Stag, de la matrícula de la isla de Jersey y que los trasladó al puerto de Falmouth. Entrevistados con Willians Wellesley y después con el Secretario de Estado para Asuntos Extranjeros, Canning, lograrían ayudas económicas para la lucha contra Napoleón, así como la asistencia de tropas británicas. Días después el rey Jorge III, en 4 de julio de 1808 da una proclama en la que pone fin a la guerra entre su país y España. Como consecuencia de ello una gran flota compuesta por unos 170 navíos se aproximaba por el mar Báltico transportando no menos de doce mil hombres al mando del general John Moore, que no llegaron a desembarcar a pesar de que durante cerca de quince días estuvieron presentes en aquellos mares.
Robertson, fingiéndose viajante de comercio le escribió una esquela en francés, solicitando una audiencia para enseñarle muestras de tabaco y chocolate. Concedida ésta, con sus paquetes se presentó ante La Romana, tras pocas palabras le describió el objeto real que allí le había conducido. El marqués se quedó dubitativo y callado, observando y considerando que posiblemente fuese un agente francés que intentaba conocer las verdaderas intenciones de sus últimos movimientos. Al citarle el verso del "Poema del Cid" y darle otros datos, se disiparon las dudas de La Romana. La llegada el día 24 de junio, del ayudante Llano, acompañado del teniente coronel del Regimiento de Zamora y del Coronel Martín de la Carrera, testigos ambos de los sucesos del 2 de mayo, despejó las dudas de cuanto se estaba sospechando desde días atrás. No obstante acepta su admisión en la Legión de Honor, Bernadotte le regala una de sus águilas de oro, que La Romana agradece en carta de 11 de junio. La Romana escribió a Napoleón felicitándole por la exaltación al trono de España de su hermano el rey José I, y al propio Rey, con fecha 14 de junio, desde Nyborg, en Fionia, ofreciéndole en nombre de sus tropas el homenaje y sumisión de ellas.
Cuando les escribe, ya ha tenido conversaciones con Robertson. El mariscal Berthier sospechaba y se lo hace saber a Bernadotte, quien le contradice, manifestando su total confianza en La Romana. El marqués que podría parecer estaba en connivencia con los franceses, realmente lo que hacia era contemporizar con el objeto de salvar todas sus tropas y posibilitar algún día el retorno a España. El 16 de julio, el comisario general de Policía de Amberes escribe a Bernadotte haciéndole partícipe de la sospecha que hay de que los navíos británicos embarquen la División española en alguno de aquellos pequeños puertos. La Romana solamente halagaba con hechos la presunción y vanidad del Mariscal francés y de ese modo se ganaba su total confianza.

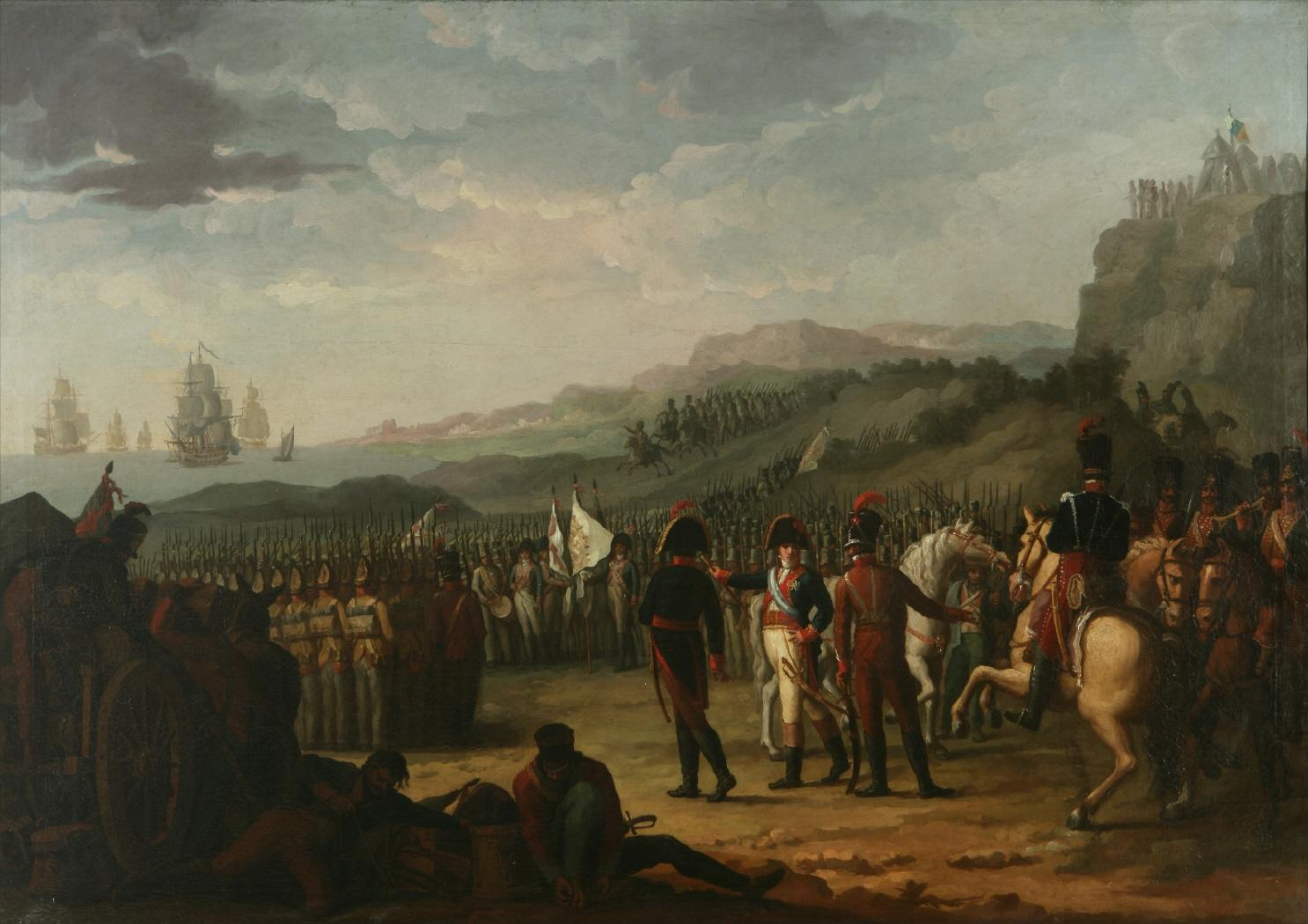
Juan Rodríguez Jiménez, Embarque del marqués de la Romana, 1809, óleo sobre lienzo, 119 x 167,5 cm, Madrid, Museo del Romanticismo, Madrid.

El 22 de julio La Romana recibe carta de Bernadotte en la que entre otras cosas le indica: «... Según las órdenes que he recibido, se servirá hacer prestar, por las tropas de su División, el juramento que deben al rey José I. La prestación se hará por regimientos, levantándose un proceso verbal para cada uno. El juramento de V. E. y el de todo su Estado Mayor, será objeto de un proceso verbal particular...».
La Romana intenta que se realice el juramento, pero las tropas lo rechazan. Desde Assens escribe el 2 de agosto a Bernadotte manifestándole la oposición a realizar aquel acto, que además no se practicaba en el ejército español, junto a la falta de noticias de España. Bernadotte responde amenazadoramente y quedando La Romana en difícil situación. El subteniente Fábregues iba como comisionado a Copenhague llevando pliegos para el general Fririon, y a su regreso pasó por Nyborg a entregar otros al Marqués que no se hallaba en la ciudad, dejándoselos a su jefe de Estado Mayor. Embarcado en una lancha de pescadores, desenvaina su espada y obliga a que le lleven a uno de los barcos británicos allí fondeados, sube al Superb, donde es acogido por el contralmirante Keats, el cual le promete auxilios inmediatos.
La acción de Fábregues pudo haber sido decisiva a las dilaciones que se estaban observando por parte de La Romana. El 27 de agosto el convoy se hallaba fondeado en Gotemburgo, sin que los españoles pudiesen desembarcar hasta el día 29, allí el 5 de septiembre se enterarían de la victoria de Bailén y la retirada del rey José. El 12 levaron anclas y por los temporales arribarían a Santander el 10 de octubre. La infantería se unió a Joaquín Blake y ya lucharon en Espinosa de los Monteros. Por la delación y perjudicial conducta de Kindelán, quedaron en Dinamarca, desarmados y prisioneros unos 225 oficiales y sobre 4950 soldados, con unos 2986 caballos.

### Combates en España
La Romana a bordo del bergantín Calypso salió el día 9 de septiembre, llegando a Londres el 17 siguiente. Puesto en contacto con Canning aquel le agradeció los medios puestos por éste para auxiliar a sus tropas. Finalmente, antes de marchar de Gran Bretaña tuvo una nueva y agradable sorpresa al conocer de boca de Canning el nombramiento de Ministro Plenipotenciario de Su Majestad Británica en la Corte española a favor de su amigo Frere. 
Regresarían juntos a España en la fragata británica Semiramis arribando a La Coruña el día 19 de octubre. Después de descansar unos días, sale nuevamente con rumbo a Santander, desembarcando en aquella ciudad el 10 de noviembre y recibiendo despachos del conde de Floridablanca que le confieren el mando del Ejército de la Izquierda, en sustitución del general Joaquín Blake.
Por otra parte sir John Moore en calidad de jefe del Ejército británico en España, llega a Salamanca el 13 de noviembre. Desde entonces mantuvo correspondencia habitualmente con La Romana, casi siempre quejándose de la falta de apoyo que los españoles prestaban a sus fuerzas. Los restos del Ejército de la Izquierda solamente deambulaban hasta que en los primeros días de enero de 1809 alcanzaron Valdeorras. La marcha del ejército británico concluiría con la batalla de Elviña, inmediaciones de La Coruña, y donde halló la muerte el general Moore, seguido del reembarque de los restos de aquellas tropas con la finalidad de adoptar nuevas posiciones a lo que contribuiría el nombramiento del general Duque de Wellington. Tras la retirada del ejército inglés, La Romana se dirige a Asturias, en donde reorganiza sus fuerzas. A principios de 1810 lo encontramos de nuevo al frente del Ejército de la Izquierda, pero ahora en la zona de Extremadura y Andalucía Occidental. Hacia julio inicia un ataque sobre Sevilla, siendo derrotado en Cantalgallo, junto a Llerena, el 11 de agosto, y en Fuente de Cantos el 15 de septiembre.
Cuando La Romana se disponía a marchar en socorro de Badajoz, el 23 de enero de 1811, fallece víctima de un violento ataque de disnea. Al pie de su cadáver, el habitualmente detractor de los militares españoles, Duque de Wellington, dijo de La Romana que "El ejército español ha perdido en él su más bello ornamento, su nación el más sincero patriota y el mundo el más esforzado y celoso campeón de la causa en que estamos empeñados".